# Индивидуални образовни план
Индивидуални образовни план (ИОП) је основни документ којим се регулише и обезбеђује прилагођавање школе и наставе образовним потребама деце и ученика који нису могли да се уклопе у постојећи васпитно-образовни процес или школски програм.

## Право на индивидуални образовни рад
Право на индивидуални образовни рад остварује дете, ученик и одрасли коме је потребна додатна подршка због тешкоћа у приступању, укључивању и учествовању у образовању и васпитању, ако те тешкоће утичу на његову добробит, односно остваривање исхода образовања и васпитања или представљају ризик од раног напуштања школовања, и односе се на дете, ученика или одраслог који:
1. има тешкоће у учењу (због специфичних сметњи у учењу или проблема у понашању и емоционалном развоју);
2. има сметње у развоју или инвалидитет (телесне, моторичке, чулне, интелектуалне или сметње из спектра аутизма);
3. потиче, односно живи у социјално нестимулативној средини (социјално, економски, културно, језички сиромашној средини или дуготрајно борави у здравственој, односно социјалној установи);
4. из других разлога остварује право на подршку у образовању.

Право на прилагођен начин образовања по ИОП-у у смислу проширивања и продубљивања садржаја учења има и ученик са изузетним способностима који стиче основно и средње образовање и васпитање.